# Calotes chincollium
Calotes chincollium là một loài thằn lằn trong họ Agamidae. Loài này được Vindum mô tả khoa học đầu tiên năm 2003.